# Tadeusz Ciemochowski
Tadeusz Ciemochowski (ur. 26 kwietnia 1895 w Sosnowcu, zm. 10 września 1920 pod wsią Chocisław w Grodzieńskiem) – żołnierz Legionów Polskich, oficer taborów Wojska Polskiego w II Rzeczypospolitej, kawaler Orderu Virtuti Militari.

## Życiorys
Urodził się w Sosnowcu, w rodzinie Edwarda, inspektora Kolei Warszawsko-Wiedeńskiej, i Bronisławy z Piaseckich. Był młodszym bratem Stanisława (ur. 15 kwietnia 1890), porucznika piechoty rezerwy.
Ukończył roczny kurs handlowy w Lublinie, a później kurs buchalteryjny w Warszawie.
1 października 1914 w Częstochowie wstąpił do Legionów Polskich. Początkowo przydzielony do Baonu Uzupełniającego, później do VI baonu 1 pułku piechoty, a następnie do 1. kompanii 6 pułku piechoty. Po półrocznym pobycie w szpitalu Legionów w Kamieńsku przeniesiony do 2 pułku ułanów. W jego składzie walczył pod Kowlem, Trojanówką, Optową, Kostiuchnówką i w walkach pozycyjnych nad Styrem. Po kryzysie przysięgowym ukrywał się w Lublinie.
W 1918 wstąpił do odrodzonego Wojska Polskiego. Jako podoficer 4 szwadronu 7 pułku ułanów wziął udział w odsieczy lwowskiej. 26 stycznia 1919, w akcji na Krystynopol, został ranny. Po kilkumiesięcznym pobycie w szpitalu otrzymał przydział do Inspektoratu Taborów w DOGen. w Warszawie. W kwietniu został przeniesiony do Kielc na stanowisko dowódcy kolumny taborów nr 7. 15 lipca 1919, jako podoficer byłych Legionów Polskich został mianowany z dniem 1 czerwca 1919 podporucznikiem taborowym. 18 sierpnia 1919 został przydzielony do 1 Dyonu Taborów.
W lipcu 1920, w czasie wojny polsko-bolszewickiej, został przydzielony do organizującego się 1. szwadronu 2 Lubelskiego Pułku Jazdy Ochotniczej, późniejszego 22 pułku ułanów. 14 sierpnia „z jeźdźców niezdolnych do boju kawaleryjskiego, wydzielono szwadron w sile stu ludzi i odesłano go do 16 Dywizji Piechoty w Lichowie, do służby łączności (gońców)”. Dowódcą tego szwadronu został por. Stanisław Ciemochowski brat stryjeczny Tadeusza. Od 16 sierpnia szwadron w składzie 16 DP brał udział w ofensywie sierpniowej i poniósł w niej straty. Z raportu bojowego złożonego przez ppor. Ciemochowskiego wynika, że 18 sierpnia między wsią Osiny Dolne, a Podnieśno dowodzony przez niego szwadron zdobył trzy działa z zaprzęgami i jaszczami. 22 sierpnia uratował przed spaleniem most na Narwi pod Bokinami, a następnego dnia pod Rzędzianami zdobył bolszewicki tabor.
We wrześniu 1920 ppor. Tadeusz C. otrzymał rozkaz zajęcia wsi Mielniki. Jego oddział wpadł w zasadzkę pod wsią Chocisław, zostaje dwukrotnie raniony przez przeciwnika. Podczas osłaniania odwrotu z kilkoma ułanami zostaje śmiertelnie raniony w głowę. Za czyn ten odznaczony został Krzyżem Srebrnym Orderu „Virtuti Militari”. Pochowany na cmentarzu wojskowym w Lublinie (sektor P1KC, rząd 8, grób 15). 21 grudnia 1920 został zatwierdzony z dniem 1 kwietnia 1920 w stopniu porucznika, w wojskach taborowych, w grupie oficerów byłych Legionów Polskich. Por. Stanisław Ciemochowski poległ we wrześniu pod Kobryniem, również odznaczony pośmiertnie VM.

## Ordery i odznaczenia
- Krzyż Srebrny Orderu Virtuti Militari (nr 2585)[12]
- Krzyż Niepodległości – pośmiertnie 21 kwietnia 1937 „za pracę w dziele odzyskania niepodległości”[16]